# Andwil
Andwil é uma comuna da Suíça, no Cantão São Galo, com cerca de 1.669 habitantes. Estende-se por uma área de 6,29 km², de densidade populacional de 265 hab/km². Confina com as seguintes comunas: Gaiserwald, Gossau, Waldkirch.
A língua oficial nesta comuna é o Alemão.